# Xã Marshall, Michigan
Xã Marshall (tiếng Anh: Marshall Township) là một xã thuộc quận Calhoun, tiểu bang Michigan, Hoa Kỳ. Năm 2010, dân số của xã này là 3.115 người.